# Vicovu de Sus
Vicovu de Sus (németül: Oberwikow) város Suceava megyében, Bukovinában, Romániában.

## Fekvése
A megye északi részén , a Suceava folyó mentén helyezkedik el , annak bal partján, szemben a városhoz tartozó Bivolărie faluval. A várostól északra található egy ukrán–román határátkelőhely. A településtől délre az Obcsinák hegysége húzódik, a 837 méter magas Kis Magura csúccsal.

## Történelem
Első írásos említése 1436-ból való.
A falut 1466-ban III. István moldvai fejedelem a Putnai kolostor tulajdonába adja, ez volt az első falu amelyik a kolostor birtoka lett.
1622-ben a kolostor ellen induló tatár csapatokat a faluban verik szét.
A fanarióta uralkodók több alkalommal megtizedelték a település lakosságát, de az Erdélyből betelepülők folytonosságot biztosítottak a település történelmében. Az új lakosok főleg Naszód környékéről érkeztek.
Az első iskola a városban 1852-ben nyitotta meg kapuit, az iskola neve „Trivial Schule” volt. Ezt követően 1899-ben és 1908-ban újabb iskolákat alapítanak. Az utóbbi neve „Jubileum Schule” és Ferenc József 60. születésnapjának tiszteletére alapították. Első középiskolája 1964-ben nyitotta meg kapuit és Ion Nistor nevét viseli.
A településen 1920 körül kórházat hoztak létre, rangját 1980-ban vették el, és orvosi rendelővé alakították.
1947-ig, az addig létező, Rădăuți megye része volt.
1939-ben a Molotov–Ribbentrop-paktum alapján maga a település Románia része maradt, de a hozzá tartozó erdők és termőföldek orosz tulajdonba kerültek.
Városi rangját 2003-ban kapta meg.

## Népesség
A település etnikai összetétele a 2002-es népszámlálási adatok alapján:
- Románok: 13 736 (97,24%)
- Romák (cigányok): 377 (2,66%)
- Ukránok: 7 (0,04%)
- Németek: 4 (0,02%)
- Magyarok: 1 (0,0%)

A lakosság 79,05%-a ortodox vallású (11 166 lakos), 19,47%-a pünkösdista (2751 lakos) és 1,26%-a baptista (179 lakos).

| 2011 | 13 308 |
| 2021 | 15 143 |

## Látnivalók
- Ion Nistor mellszobra
- A világháborúk áldozatainak emlékműve
- Az Obcsinák hegysége

## Gazdaság
Fontos iparágak a cipőkészítés és a fafeldolgozás.

## Hírességek
- Ion Nistor - (1876 - 1962) - történész, professzor, akadémikus, a két világháború között egészségügyi miniszter, a Nemzeti Liberális Párt alapítója